# Loi du 28 décembre 1966 sur l'élevage
La loi du 28 décembre 1966 sur l'élevage est une des grandes lois de la Cinquième République française dans le domaine de l'agriculture.
Souvent appelée Loi Poly, du nom de Jacques Poly, généticien de l'Institut national de la recherche agronomique (INRA) et conseiller d'Edgar Faure, ministre de l'Agriculture de 1966 à 1968, cette loi est avec ses importants décrets d'application une loi remarquable par l'organisation qu'elle a mise en place au service d'une action collective considérée alors de service public : la sélection animale et l'amélioration génétique des productions animales.

## Objet de la loi
La loi sur l'élevage est une loi de coopération de services de l'État et d'entreprises de statut varié, coopératif, associatif ou privé, au service des objectifs énoncés précédemment : la sélection animale et l'amélioration génétique du cheptel. Elle a organisé et développé un réseau d'activités (identification animale, contrôles des filiations et des performances, indexation génétique, agrément et choix des géniteurs, monte naturelle et insémination artificielle) associant des organismes et des entreprises aux missions complémentaires : le Département de Génétique Animale de l'INRA, pivot de l'organisation, les Instituts Techniques d'Élevage, les Centres d'élevage et d'insémination artificielle (CEIA),  unités de sélection animale, jusqu'aux outils les plus décentralisés de l'élevage, les Établissements Départementaux de l'Élevage (EDE) et les éleveurs  eux-mêmes engagés dans le travail de choix de géniteurs et d'amélioration génétique de leur cheptel.

## Modifications de la loi
La loi d’orientation agricole du 5 janvier 2006 a introduit d’importantes modifications dans l'organisation de l'élevage héritée de la loi de 1966. On retiendra en particulier : la suppression du monopole de mise en place et la création d’un service d’intérêt général pour les centres d'élevage et d'insémination artificielle (CEIA), la redéfinition et l'évolution des missions des entreprises et organismes de sélection, la création d’une interprofession génétique, la redéfinition du rôle de l'État et de la Commission Nationale d'Amélioration Génétique (CNAG). Les  missions de l'INRA qui a exercé un rôle important dans la mise en œuvre de la loi sur l'élevage ont été redéfinies en fonction des modifications apportées par la loi d'orientation du 5 janvier 2006.